# Willy Ørskov
Willy Ørskov, född 21 december 1920 i Århus, död 12 juni 1990 i Helsingör, var en dansk skulptör, tecknare och grafiker.
Ørskov arbetade under flera år inom flera olika branscher bland annat var han under sex års tid verksam som keramiker innan han beslöt sig för att utbilda sig till konstnär. Han studerade skulptur för Åke Jönsson vid Valands målarskola 1954–1960 med avbrott för en längre studieresa till bland annat Grekland, Italien och Frankrike 1957–1958. Han tilldelades ett stipendium ur Kungafonden 1962. Tillsammans med Torsten Renqvist ställde han ut på Galleri Maneten i Göteborg och tillsammans med Erland Melanton på Lilla galleriet i Stockholm samt tillsammans med Quinto Ghermandi och Shinkichi Tajiri på Lunds konsthall. Separat ställde han bland annat ut på Galerie København i Köpenhamn, Göteborgs konsthall, Galerie Blanche i Stockholm och ett flertal nordiska städer. Han medverkade i bland annat Ny västsvensk konst som visades på Göteborgs konsthall och Konstnärshuset i Stockholm 1959, Salon de Mai i Paris 1962 samt Decembristerns utställning i Köpenhamn 1963. Bland hans offentliga arbeten märks en skulptur i Lund. Hans konst består av reliefer, stora mobila konstruktioner, små finmekaniska abstraktioner ofta utförda i brons samt grafik. Han utgav 1966 boken Aflæsning af objekter – og andre essays och skrev en stor mängd artiklar för danska och svenska konsttidskrifter.
Ørskov är representerad vid Moderna museet, Göteborgs kommun, Århus museum och Louisianamuseet.